# BINAC
O BINAC, o Binary Automatic Computer, foi um dos primeiros computadores eletrônicos, desenhado pela Northrop Aircraft Company pela Eckert-Mauchly Computer Corporation, em 1949. Eckert e Mauchly, apesar de terem iniciado o projeto do EDVAC na Universidade da Pensilvânia, optaram por sair e começar a EMCC, a primeira companhia de computadores. O BINAC foi o seu primeiro produto, o primeiro computador de programas armazenados dos Estados Unidos e o primeiro computador digital comercial do mundo. Eckert considerava o BINAC uma espécie de protótipo do UNIVAC I.

## Características
O BINAC era computador binário com bits em série com duas CPUs independentes, cada uma com suas próprias memórias de 512 palavras acústicas de mercúrio com atraso de linha. As CPUs continuamente comparavam os resultados para verificar se havia erros causados por falhas de hardware. Usou-se cerca de 700 válvulas. As memórias eram divididas em 16 canais cada mantendo 32 palavras de 31 bits, com um espaço adicional de 11 bits entre as palavras para permitir atrasos no circuito de comutação. A velocidade do clock era de 4,25 MHz (1 MHz de acordo com uma fonte), que resultou em um tempo de palavra de cerca de 10 microssegundos. O tempo de adição era de 800 microssegundos e o tempo de multiplicação era de 1.200 microsegundos. Os novos programas ou dados tinham que ser inseridos manualmente em base octal usando um teclado de oito teclas. O BINAC foi significativo por ser capaz de executar em alta velocidade aritmética sobre números binários, sem provisões para armazenar caracteres ou dígitos decimais. Era limitado em suas aplicações pois suas funções estavam relacionadas a sistemas de controle de mísseis.
O BINAC endereçava apenas palavras inteiras, ou seja, no seu comprimento total (duas instruções). O BINAC tinha um leitor de fita magnética ligado e um gravador, embora com um arranjo bastante primitivo que requeria controle manual da fita para partida e parada.

## Testes Iniciais
O BINAC rodou um programa de teste (composto por 23 instruções), em março de 1949, embora não tenha sido totalmente funcional naquele momento. Aqui estão os programas de teste iniciais que BINAC rodou:
- 7 de Fevereiro de 1949 - Rodou um programa de cinco linhas para preencher a memória do registo A.
- 10 de Fevereiro de 1949 - Rodou um programa de cinco linhas para checar a memória.
- 16 de Fevereiro de 1949 - Rodou um programa de cinco linhas para preencher a memória.
- 7 de março de 1949 - Rodou 217 iterações de um programa de 23 linhas para computar quadrados. Ele ainda estava funcionando corretamente quando parou.
- 4 de Abril de 1949 - Rodou um programa de de cinqüenta linhas para encher a memória e verificar todas as instruções. Ele rodou por 2,5 horas antes de encontrar um erro. Logo depois ele rodou por 31,5 horas sem erro.

## Linguagem Short Code
Uma das primeiras linguagens de programação implementadas foi a Short Code, sugerida originalmente por John W. Mauchly em 1949. William F. Schmitt codificou-a para o BINAC nesta época.

## A Northrop
A Northrop pegou o BINAC em setembro de 1949. Os empregados Northrop disseram que o BINAC nunca funcionou corretamente depois que foi entregue, embora tenha funcionado na oficina Eckert-Mauchly. Era capaz de rodar alguns pequenos problemas, mas não funcionou bem o suficiente para ser usado como uma máquina de produção. A Northrop atribuiu as falhas a não ter sido devidamente embalado para o transporte quando a Northrop o pegou; A EMCC disse que os problemas foram devido a erros na remontagem da máquina após a expedição. (Northrop, citando razões de segurança, se recusou a permitir que os técnicos da EMCC chegassem perto da máquina após o envio, ao invés contratou estudantes de engenharia recém-graduados para remontá-lo. A EMCC disse que o fato de que ele trabalhou bem por todo tempo antes era testemunho da qualidade da engenharia da máquina).